# 楠味鋺
楠味鋺（くすのきあじま）は、愛知県名古屋市北区にある町名。現行行政地名は楠味鋺一丁目から楠味鋺五丁目。住居表示未実施。

## 地理
名古屋市北区の北西部に位置し、北は楠・春日井市中新町、東は東味鋺、西は中味鋺に接する。また、楠町大字味鋺を挟んで南北に分かれている。

## 歴史

### 町名の由来
かつての楠町大字味鋺の中心地であることによる。

### 沿革
- 1990年（平成2年）10月15日 - 北区楠町大字味鋺の一部より、同区楠味鋺一～五丁目が成立[1]。

## 世帯数と人口
2019年（平成31年）1月1日現在の世帯数と人口は以下の通りである。
| 丁目         | 世帯数    | 人口    |
| ------------ | --------- | ------- |
| 楠味鋺一丁目 | 451世帯   | 1,095人 |
| 楠味鋺二丁目 | 284世帯   | 762人   |
| 楠味鋺三丁目 | 561世帯   | 1,422人 |
| 楠味鋺四丁目 | 450世帯   | 989人   |
| 楠味鋺五丁目 | 637世帯   | 1,446人 |
| 計           | 2,383世帯 | 5,714人 |

### 人口の変遷
国勢調査による人口の推移
| 1995年（平成7年）  | 5,335人 | [ WEB 5 ]  |  |
| 2000年（平成12年） | 5,526人 | [ WEB 6 ]  |  |
| 2005年（平成17年） | 5,580人 | [ WEB 7 ]  |  |
| 2010年（平成22年） | 5,680人 | [ WEB 8 ]  |  |
| 2015年（平成27年） | 5,697人 | [ WEB 9 ]  |  |
| 2020年（令和2年）  | 5,603人 | [ WEB 10 ] |  |

## 学区
市立小・中学校に通う場合、学校等は以下の通りとなる。また、公立高等学校に通う場合の学区は以下の通りとなる。
| 丁目         | 番・番地等 | 小学校               | 中学校             | 高等学校 |
| ------------ | ---------- | -------------------- | ------------------ | -------- |
| 楠味鋺一丁目 | 全域       | 名古屋市立味鋺小学校 | 名古屋市立北中学校 | 尾張学区 |
| 楠味鋺二丁目 | 全域       | 名古屋市立味鋺小学校 | 名古屋市立北中学校 | 尾張学区 |
| 楠味鋺三丁目 | 全域       | 名古屋市立味鋺小学校 | 名古屋市立北中学校 | 尾張学区 |
| 楠味鋺四丁目 | 全域       | 名古屋市立味鋺小学校 | 名古屋市立北中学校 | 尾張学区 |
| 楠味鋺五丁目 | 全域       | 名古屋市立味鋺小学校 | 名古屋市立北中学校 | 尾張学区 |

## 交通
- 愛知県道161号名古屋豊山稲沢線

## 施設

### 楠味鋺二丁目

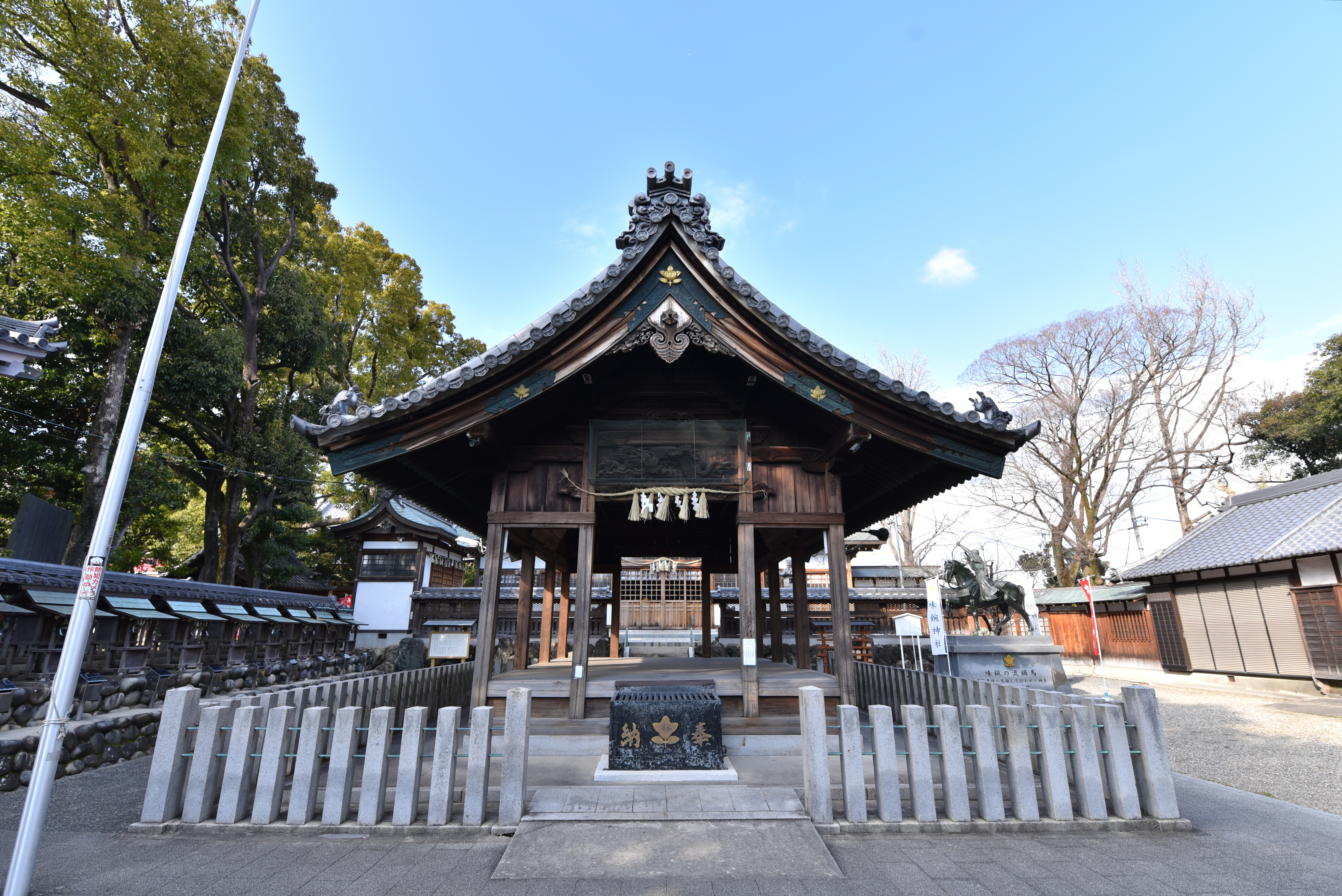
味鋺神社
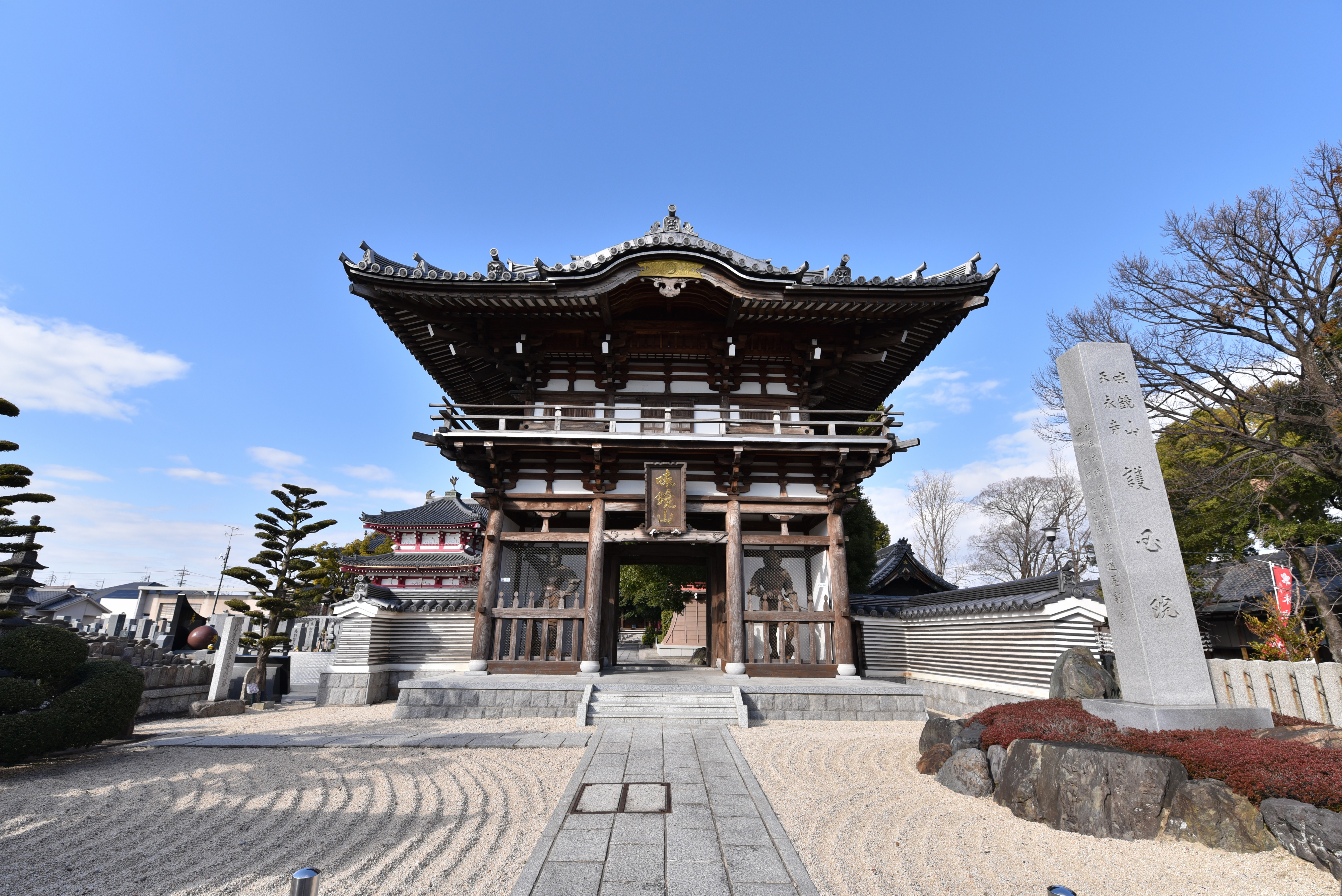
護国院

- 味鋺神社
- 護国院

### 楠味鋺三丁目

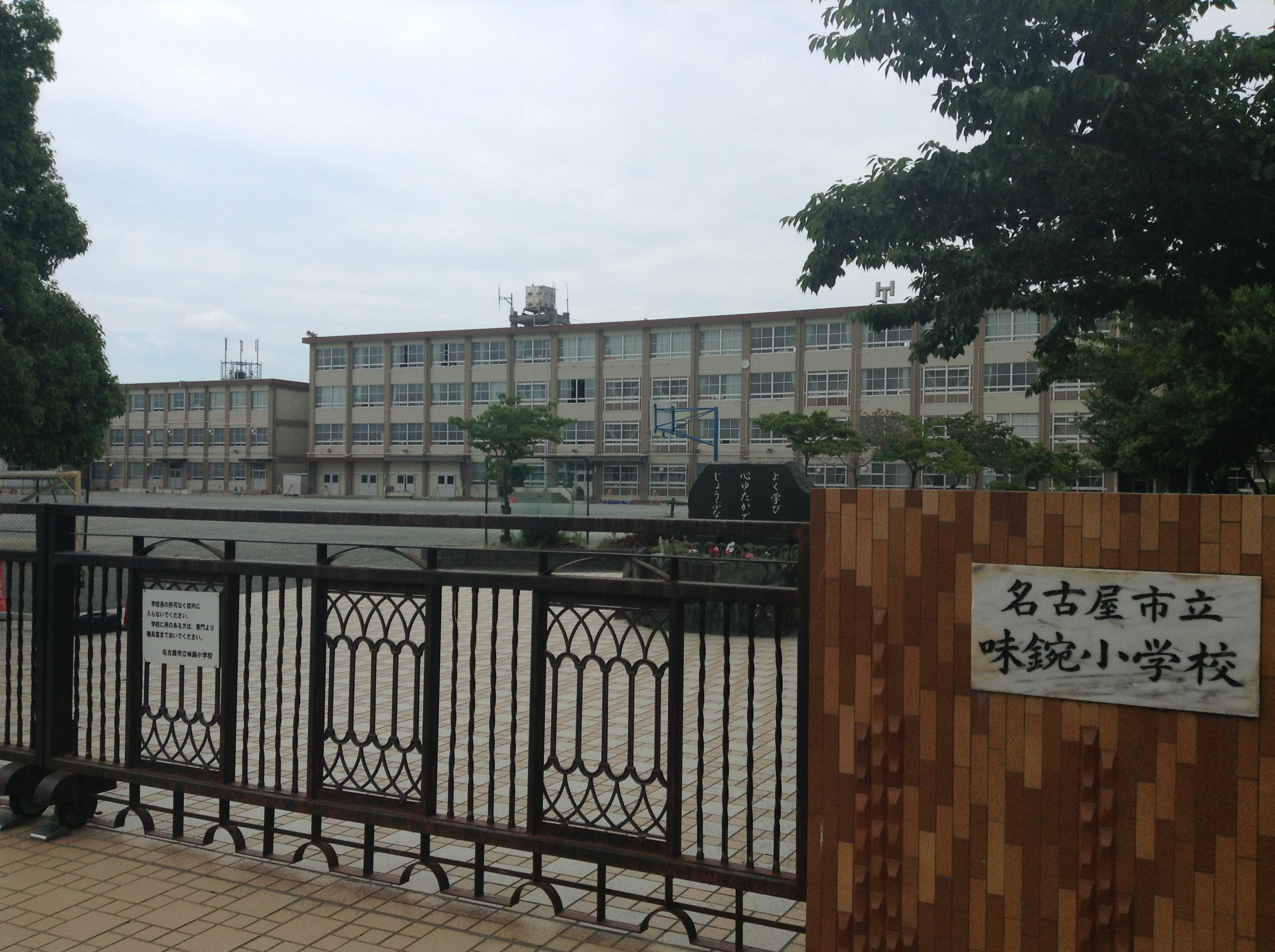
名古屋市立味鋺小学校
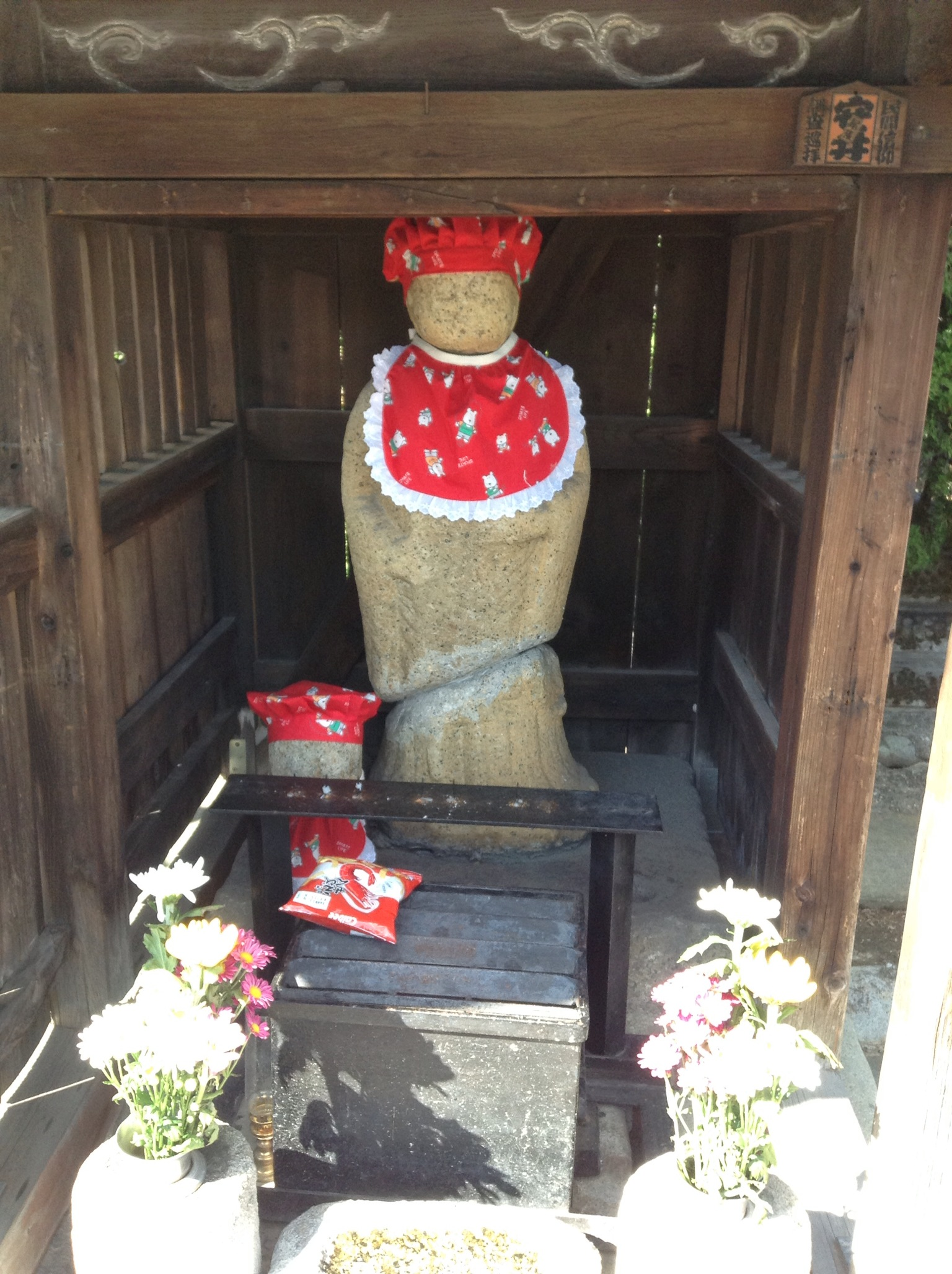
首切り地蔵
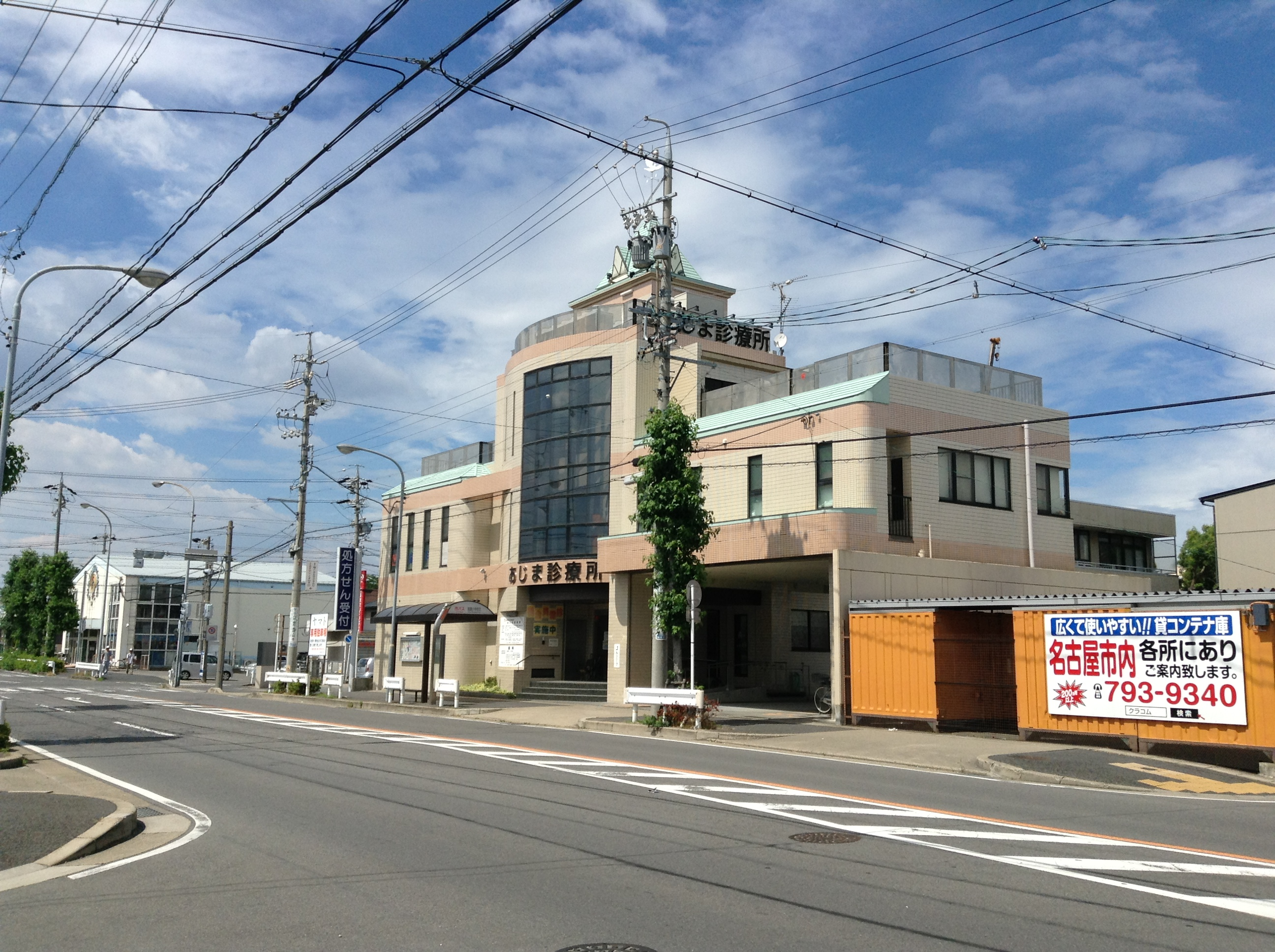
あじま診療所
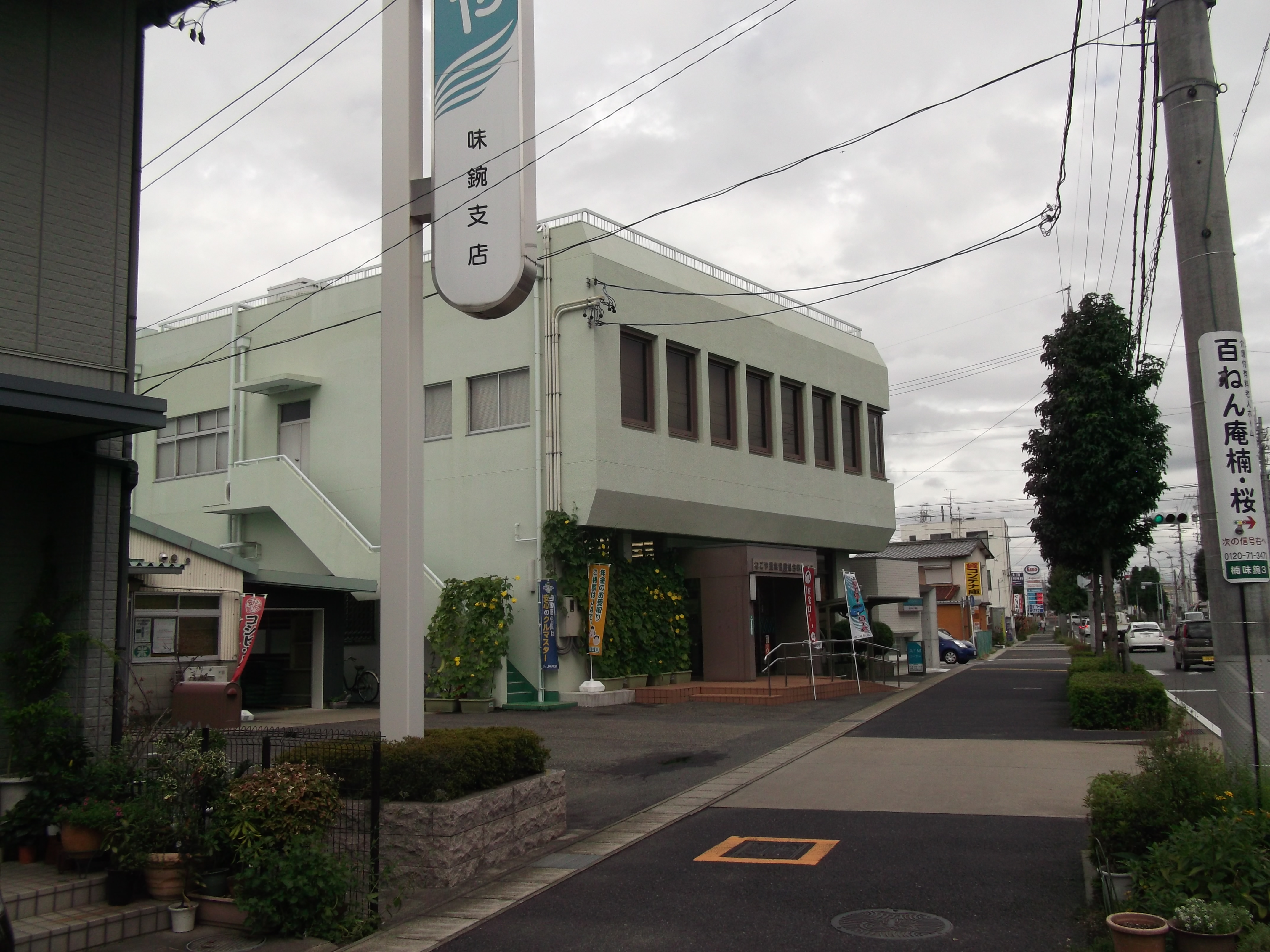
JAなごや味鋺支店
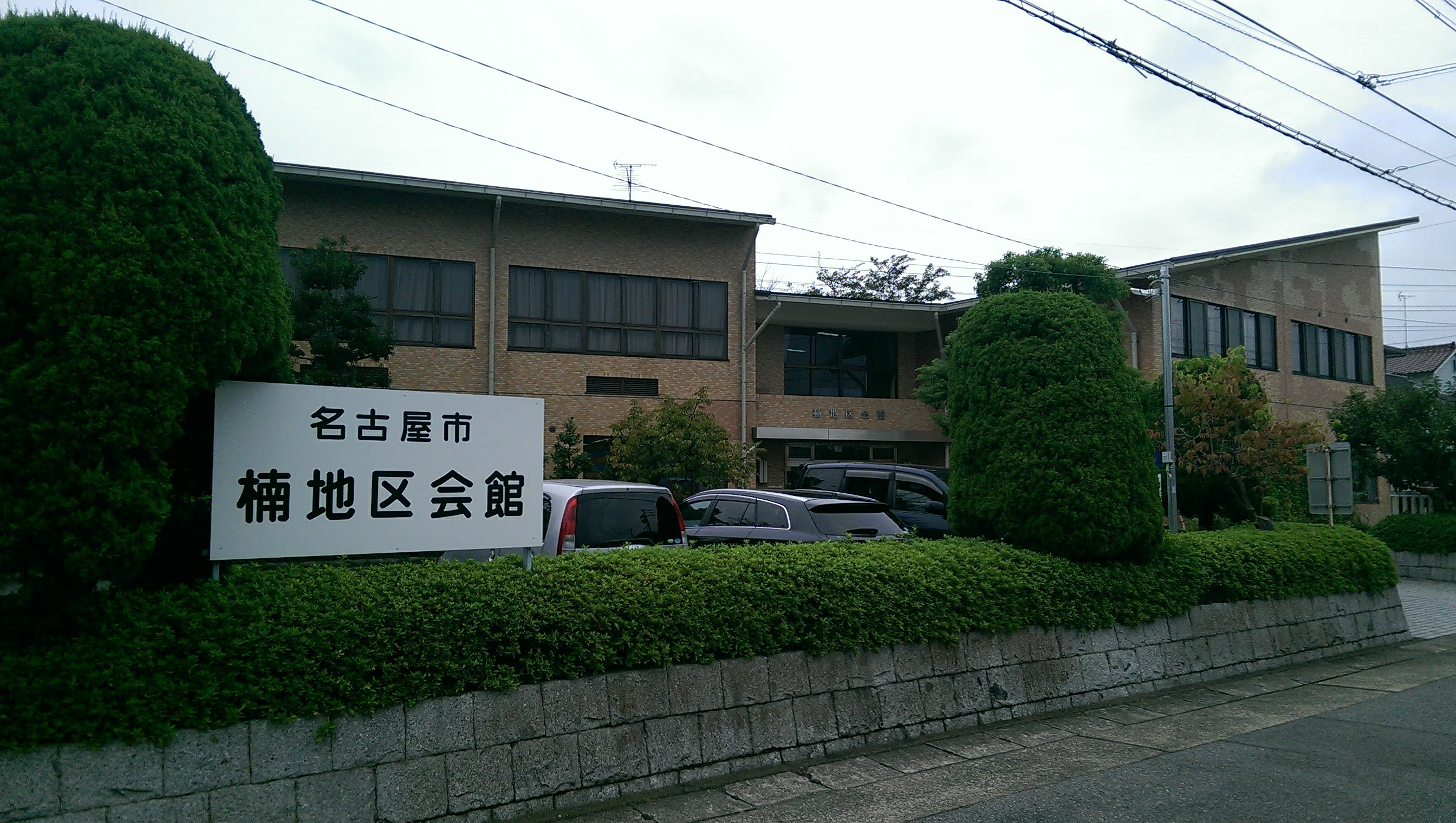
楠地区会館（2018年9月）

- 楠地区会館
- 味鋺コミュニティセンター

- 名古屋市立味鋺小学校
- 首切り地蔵（2013年9月）
- あじま診療所（2013年6月）
- JAなごや味鋺支店（2013年9月）
- 楠地区会館（2018年9月）

### 楠味鋺五丁目
- 名古屋銀行味鋺支店
- 名古屋楠郵便局
- 名古屋市味鋺保育園

五丁目1501に所在。1953年（昭和28年）7月4日設置の名古屋市立保育園。

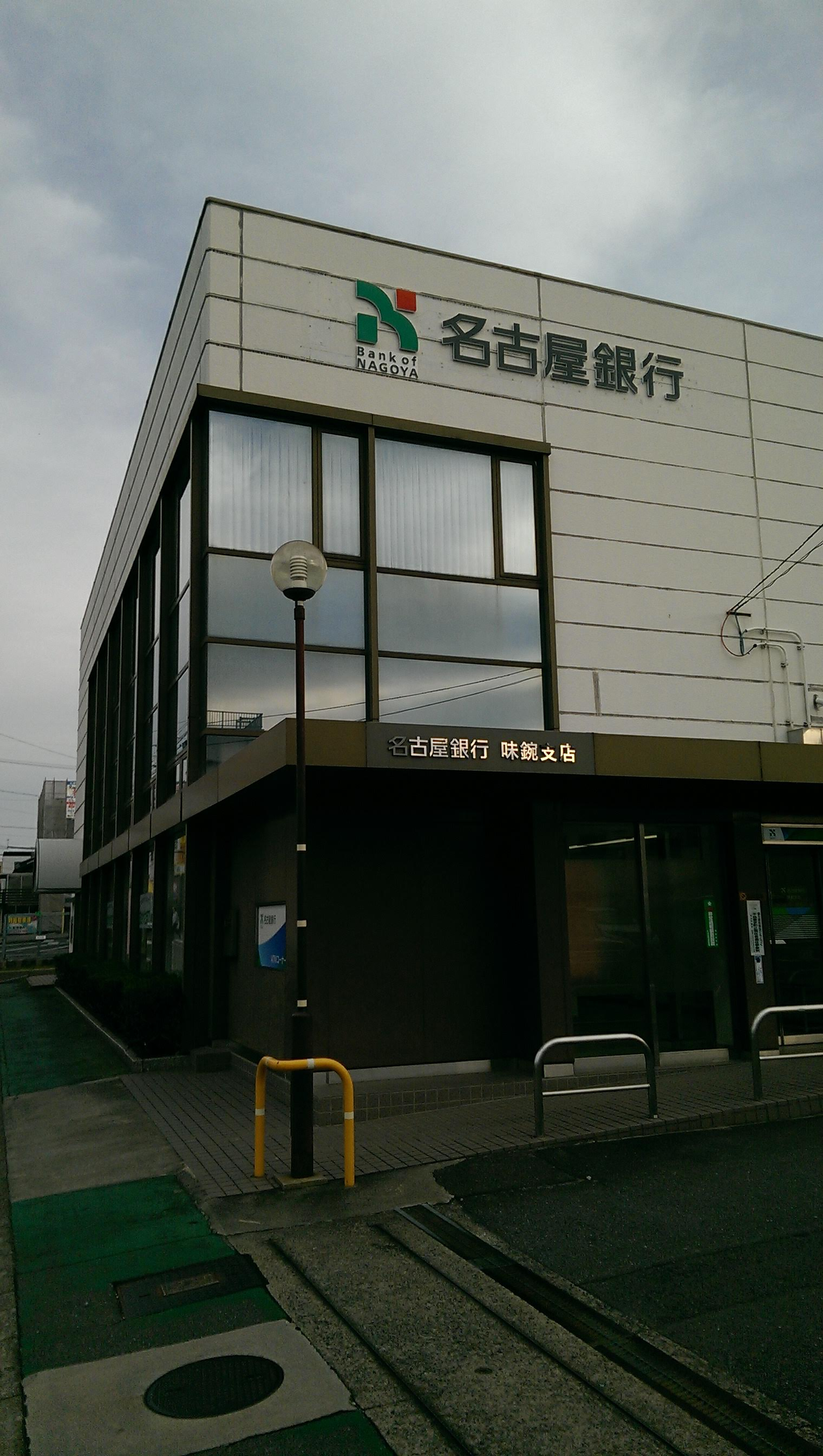
名古屋銀行味鋺支店（2018年11月）
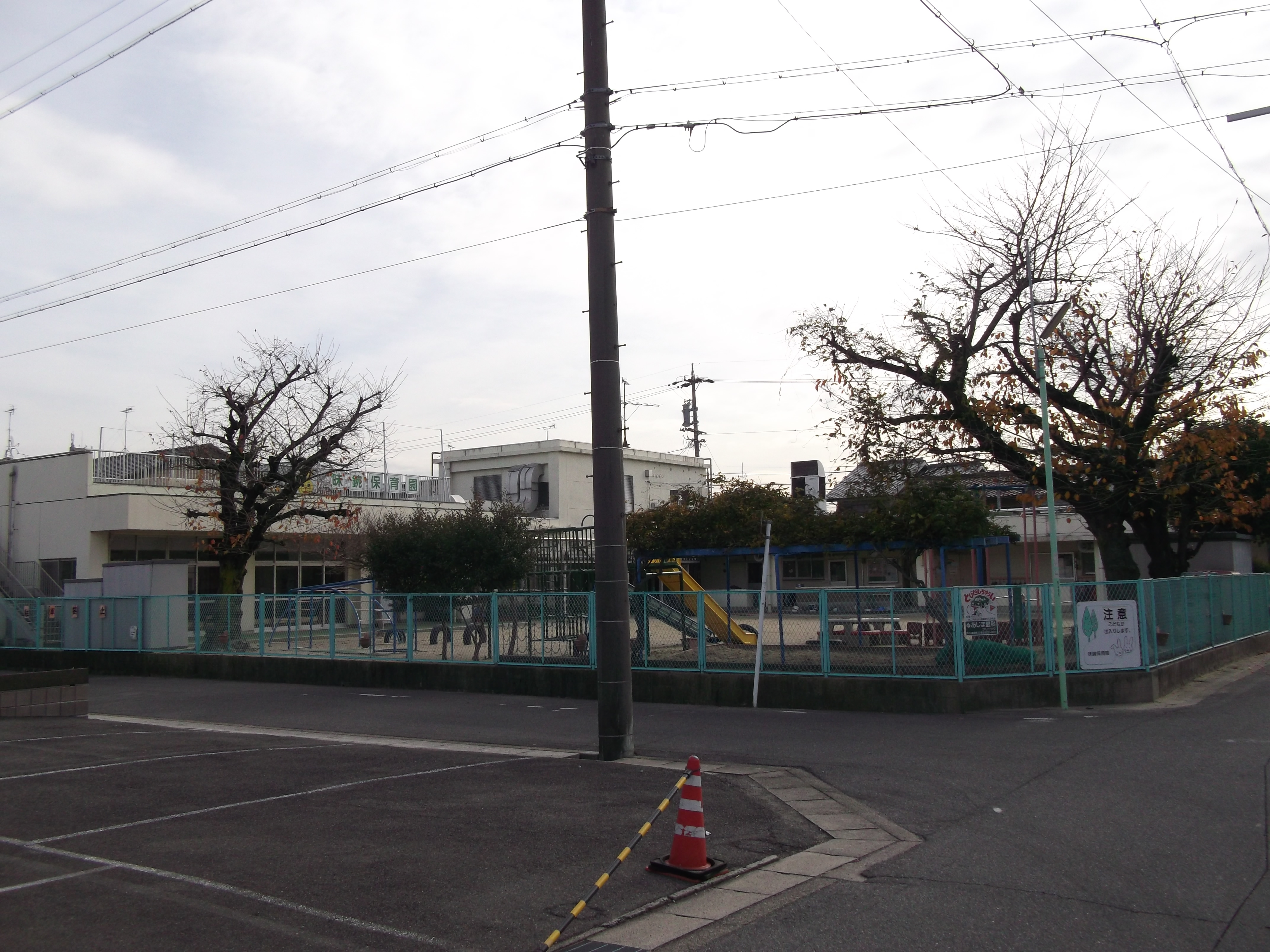
名古屋市味鋺保育園（2013年12月）

## その他

### 日本郵便
- 郵便番号 : 462-0014[WEB 2]（集配局：名古屋北郵便局[WEB 13]）。

### WEB
1. 1 2  “町・丁目(大字)別、年齢(10歳階級)別公簿人口(全市・区別)”.   名古屋市 (2019年1月23日). 2019年1月23日閲覧。
2. 1 2  “郵便番号”.  日本郵便. 2019年1月6日閲覧。
3. ↑  “市外局番の一覧”.   総務省. 2019年1月6日閲覧。
4. ↑  “北区の町名一覧”.   名古屋市 (2015年10月21日). 2019年1月12日閲覧。
5. ↑  総務省統計局 (2014年3月28日). “平成7年国勢調査の調査結果(e-Stat) - 男女別人口及び世帯数 －町丁・字等” (CSV). 2019年4月27日閲覧。
6. ↑  総務省統計局 (2014年5月30日). “平成12年国勢調査の調査結果(e-Stat) - 男女別人口及び世帯数 －町丁・字等” (CSV). 2019年4月27日閲覧。
7. ↑  総務省統計局 (2014年6月27日). “平成17年国勢調査の調査結果(e-Stat) - 男女別人口及び世帯数 －町丁・字等” (CSV). 2019年4月27日閲覧。
8. ↑  総務省統計局 (2012年1月20日). “平成22年国勢調査の調査結果(e-Stat) - 男女別人口及び世帯数 －町丁・字等” (CSV). 2019年4月27日閲覧。
9. ↑  総務省統計局 (2017年1月27日). “平成27年国勢調査の調査結果(e-Stat) - 男女別人口及び世帯数 －町丁・字等” (CSV). 2019年4月27日閲覧。
10. ↑  “データセット情報 国勢調査 / 令和２年国勢調査 / 小地域集計　（主な内容：基本単位区別，町丁・字別人口など） 23：愛知県”.   独立行政法人統計センター. 2022年3月31日閲覧。
11. ↑  “市立小・中学校の通学区域一覧”.   名古屋市 (2018年11月10日). 2019年1月14日閲覧。
12. ↑  “平成29年度以降の愛知県公立高等学校（全日制課程）入学者選抜における通学区域並びに群及びグループ分け案について”.   愛知県教育委員会 (2015年2月16日). 2019年1月14日閲覧。
13. ↑  郵便番号簿 平成29年度版 - 日本郵便. 2019年01月06日閲覧 (PDF)

### 書籍
1. 1 2  名古屋市計画局 1992, p. 752.
2. ↑  名古屋市計画局 1992, p. 179.
3. 1 2  名古屋市子ども青少年局子育て家庭部保育課 2007, p. 90.